# Cooköarnas geografi
Den här artikeln handlar om Cooköarnas geografi.
Cooköarna ligger i södra delen av Stilla havet mellan Fiji och Franska Polynesien på kartan eller halvvägs från Hawaii till Nya Zeeland. Ögruppen består av 15 öar som kan delas in i två grupper; den norra och den södra. Den södra delen där majoriteten av befolkningen bor består av nio öar av mestadels vulkaniskt ursprung. Den norra gruppen består av sex mer avskilda korallatoller.

## Södra gruppen
- Aitutaki
- Atiu
- Mangaia
- Manuae
- Mauke
- Mitiaro
- Palmerston
- Rarotonga (huvudö)
- Takutea

## Norra gruppen
- Manihiki
- Nassau
- Pukapuka
- Rakahanga
- Suwarrow
- Penrhyn

## Geografiska fakta
Geografisk läge:

Oceanien, en grupp av öar i södra Stilla havet halvvägs från Hawaii till Nya Zeeland
Geographiska koordinater:

21 14 S, 159 46 V
Kartreferens:

Oceanien
Area:

totalt: 240 km²

land: 240 km²

vatten: 0 km²
Landgräns:

0 km
Kust:

120 km
Maritima anspråk:

kontinentalsockel:
200 sjömil

ekonomisk zon:
200 sjömil

territorialvatten:
12 sjömil
Klimat:

tropiskt klimat
Terräng:

låga korallatoller i norr, vulkaniska bergiga öar i söder
Högsta och lägsta punkt:

lägsta punkt: Stilla havet 0 m 

högsta punkt: Te Manga 652 m
Naturtillgångar:

Oväsentlig
Landanvändning:

odlingsbar mark: 16,67% 

året-runt odlingar: 8,33% 

övrigt: 75% (2005)
Konstbevattnade områden:

Inga
Naturkatastrofer:

tyfoner (November till Mars)
Miljö:

-